# Sosnowoborsk (Krasnojarsk)
Sosnowoborsk (russisch Сосновоборск) ist eine Stadt in der Region Krasnojarsk (Russland) mit 33.091 Einwohnern (Stand 14. Oktober 2010).

## Geographie

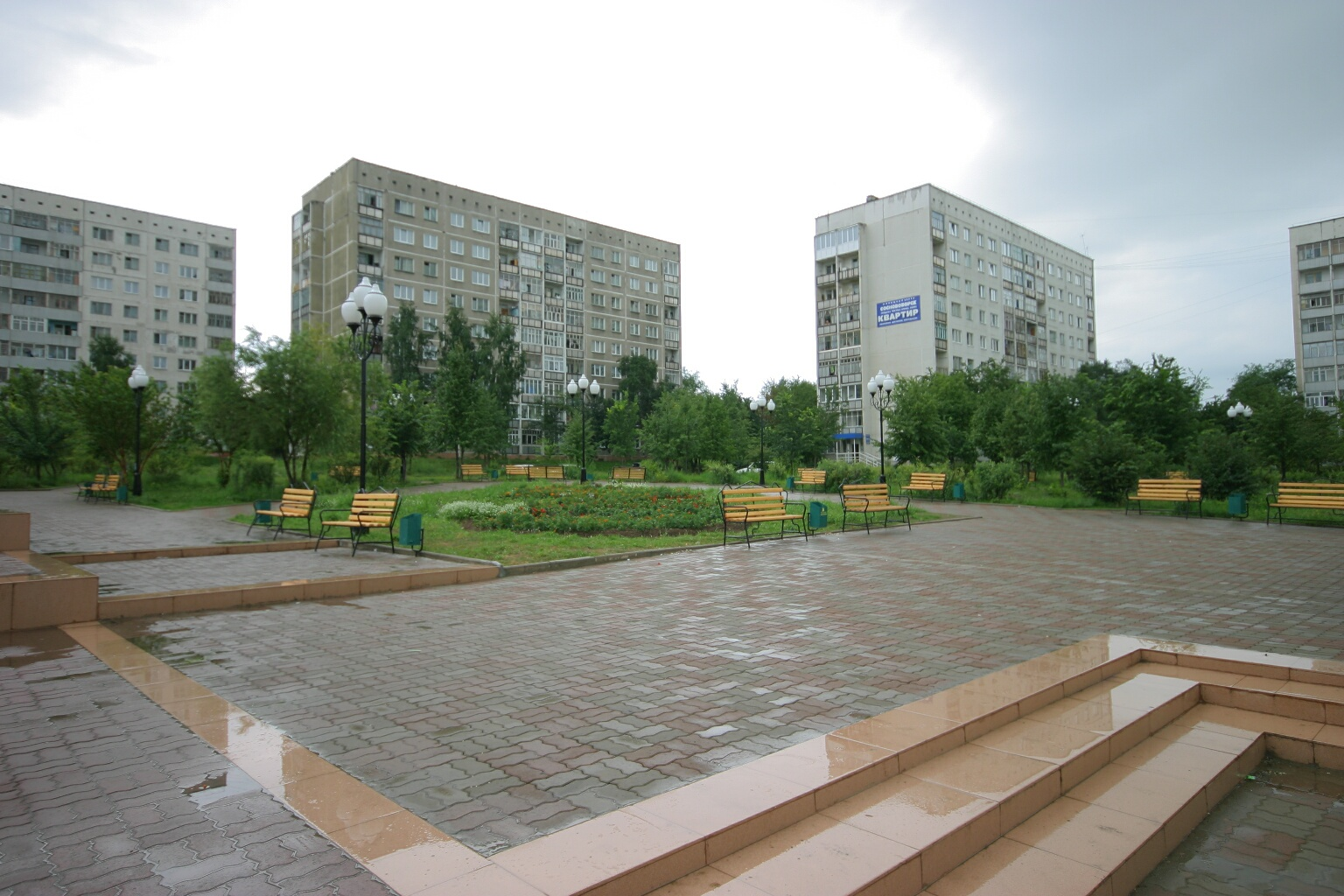
Im Stadtzentrum

Die Stadt liegt etwa 45 km nordöstlich der Regionshauptstadt Krasnojarsk, am rechten Ufer des Jenissei.
Die Stadt Sosnowoborsk ist der Region administrativ direkt unterstellt.
Sosnowoborsk liegt an einer Zweigstrecke der Transsibirischen Eisenbahn, welche Krasnojarsk mit der „geschlossenen Stadt“ Schelesnogorsk verbindet (nur Güterverkehr, Schelesnogorsk liegt weitere 20 km nordöstlich von Sosnowoborsk).

## Geschichte
Sosnowoborsk entstand 1971 als Arbeitersiedlung mit der Errichtung der Krasnojarsker Werkes für Automobil- und Traktorenanhänger nordöstlich des Ortes. 1973 erhielt es den Namen Sosnowoborsk (von russisch sosnowy bor für die in der Umgebung verbreiteten Kiefernwälder). Zeitweise war der Ort Teil des Lenin-Rajons der Stadt Krasnojarsk, erhielt jedoch 1985 Stadtrecht als selbständige Stadt.

### Bevölkerungsentwicklung
| Jahr | Einwohner |
| ---- | --------- |
| 1979 | 12.650    |
| 1989 | 29.686    |
| 2002 | 30.586    |
| 2010 | 33.091    |

Anmerkung: Volkszählungsdaten

## Wirtschaft
Neben dem stadtbildenden Werk für Fahrzeuganhänger (speziell für KAMAZ-Lastkraftwagen) gibt es Betriebe der Lebensmittelwirtschaft.